# Ptak (Wzgórza Włodzickie)
Ptak (niem. Vogel Berg, 425 m n.p.m.) – wzniesienie w Sudetach Środkowych w paśmie Wzgórz Włodzickich, w ramieniu odchodzącym na południe od Góry Wszystkich Świętych (stanowi zakończenie tego ramienia).

## Morfologia
Szczyt wznosi się nad zabudowaniami stacyjnymi Ścinawki Średniej w gminie Radków. Góruje nad częścią doliny Dzika. Jest zbudowany z utworów czerwonego spągowca, a mianowicie z czerwonych piaskowców ciosowych, w których występują wkładki zlepieńcowe. Wokół wierzchołka dominują użytki rolne, choć sam szczyt porasta niewielki las.

## Komunikacja
Południowo-wschodnimi stokami przebiega linia kolejowa 327 (towarowa) ze Ścinawki Średniej do Nowej Rudy Słupca oraz szosa tej samej relacji. Druga szosa ze Ścinawki Średniej kończy się w osadzie Księżno na północno-zachodnich stokach Ptaka.

## Szlaki turystyczne
Zachodnim zboczem wzniesienia prowadzi szlak turystyczny:
- Główny Szlak Sudecki: Przełęcz Srebrna – Słupiec – Ścinawka Średnia – Wambierzyce – Skalne Grzyby – Karłów. Szlak pomija sam wierzchołek, przechodząc przez Księżno.